# Ghoria collitoides
Ghoria collitoides is een vlinder uit de familie van de spinneruilen (Erebidae). De wetenschappelijke naam van deze soort is voor het eerst voorgesteld door Arthur Gardiner Butler in een publicatie uit 1885.
De soort komt voor in het Russische Verre Oosten, China, Taiwan, Korea en Japan.